# ميراندا لامبيرت
ميراندا ليي لامبيرت (Miranda Leigh Lambert)  مغنية وكاتبة أغاني أمريكية منفردة من مواليد 10 نوفمبر 1983 وعضو في فرقة الكونتري (موسيقى الريف) (بالإنجليزية: pistol Annie)‏ حائزة علي جائزة الغرامي وعلي جائزة أكادمية موسيقى الريف (بالإنجليزية: academy of country music awards)‏ وعلي جائزة رابطة موسيقى الريف (بالإنجليزية: country music association awards)‏ .صدر أول ألبوم لها سنة 2005 بعنوان «كيروسان» (بالإنجليزية: kerosene)‏ ونال الأخير شهادة بلاتينيوم من رابطة صناعة التسجيلات الأمريكية ودخلت أربعة أغاني من الألبوم إلي تصنيف أحسن 40 أغنية في تى تيب أغاني الولايات المتحدة بيلبورد هوت 100 .ثاني ألبوماتها حمل اسم «الحبيبة السابقة المجنونة» (بالإنجليزية: crazy EX_Girlfriends)‏ وصدر سنة 2007 كل الأغاني في الألبوم حازت مكانا لها في ترتيب أحسن 20 أغنية في ترتيب أغاني الريف الأمريكية.سنة 2014 أصدرت ألبوما لها بعنوان «بلاتينيوم» (بالإنجليزية: platinum)‏ وحاز إنتاجها علي جائزة الغرامي عن فئة أحسن أغنية كونتري وإحتلت أغنيتها «أوتوماتيك» (بالإنجليزية: automatic)‏ المركز الخامس في ترتيب أغاني الكونتري الأمريكية.

## روابط خارجية
- ميراندا لامبيرت على موقع IMDb (الإنجليزية)
- ميراندا لامبيرت على موقع الموسوعة البريطانية (الإنجليزية)
- ميراندا لامبيرت على موقع ميوزك برينز (الإنجليزية)
- ميراندا لامبيرت على موقع رولينغ ستون (الإنجليزية)
- ميراندا لامبيرت على موقع إن إن دي بي (الإنجليزية)
- ميراندا لامبيرت على موقع أول ميوزيك (الإنجليزية)
- ميراندا لامبيرت على موقع ديسكوغز (الإنجليزية)
- ميراندا لامبيرت على موقع قاعدة بيانات الفيلم (الإنجليزية)